# Pidonia aenipennis
Pidonia aenipennis är en skalbaggsart. Pidonia aenipennis ingår i släktet Pidonia och familjen långhorningar.

## Underarter
Arten delas in i följande underarter:
- P. a. continentalis
- P. a. aenipennis